# Live Trax
Live Trax es un EP de Megadeth lanzado en 1997.

## Lista de canciones
1. "Reckoning Day ("Peace Sells" como pista oculta)"
2. "Angry Again"
3. "Use the Man"
4. "She-Wolf"
5. "Tornado of souls"
6. "À tout le monde"

## Miembros
- Dave Mustaine - guitarra
- Marty Friedman - guitarra
- David Ellefson - bajo
- Nick Menza - batería

- Datos: Q1956107